# Blankenhain
Blankenhain è una città di 6 542 abitanti della Turingia, in Germania.
Appartiene al circondario (Landkreis) del Weimarer Land (targa AP) ed è indipendente delle comunità amministrative (Verwaltungsgemeinschaft).